# Kandela
A kandela az SI-mértékegységrendszer független alapegységének a neve, jele: cd.
A kandela az olyan fényforrás fényerőssége adott irányban, amely 540·1012 Hz frekvenciájú monokromatikus sugárzást bocsát ki, és sugárerőssége ebben az irányban:
{\displaystyle {\frac {1}{683}}\ {\frac {\mathrm {W} }{\mathrm {sr} }}\ .}
Ennek a sugárzásnak a hullámhossza kb. {\displaystyle \lambda } = 555 nm. Ez a hullámhossz az emberi (fotopikus) látás érzékelési maximuma közelébe esik. A meghatározás fotopikus, mezopikus vagy szkotopikus látásra egyaránt érvényes (világosra, közepes fényre, vagy sötétre adaptálódott látás).
A kandela – funkcióját tekintve – alapmértékegység; meghatározása ennek ellenére egy sugárzástechnikai (radiometriai) mennyiségen alapul.
A candela szó jelentése latinul gyertya. Egy átlagos gyertya fényerőssége 1 cd, egy 100 wattos izzólámpáé kb. 120 cd.

## Új meghatározása
A 24. CGPM a következő változtatások mellett döntött

### A spektrális fényhasznosítás
A fizikai állandók közül néhányat – amelynél ez szükséges – konvencionális valódi értéken rögzítettek. Így
Az 540 THz frekvenciájú monokromatikus sugárzás maximális spektrális hatásfoka pontosan 683 lumen per watt.

### A kandela
A kandela – jele: cd – az adott irányban vett fényerősség SI-mértékegysége; nagyságát úgy határozzuk meg, hogy az 540 ⋅ 1012 Hz frekvenciájú monokromatikus sugárzás fényhasznosításának értékét 683-nak vesszük lm ⋅ W–1 mértékegységben kifejezve, amely megegyezik a cd ⋅ sr ⋅ W–1, illetve a cd ⋅ sr ⋅ m–2 ⋅ kg–1 ⋅ s3 mértékegységekkel, ahol a kilogramm, a méter és a másodperc (kg, m, s) rendre a Planck-állandó (h), a vákuumbeli fénysebesség (c) és a cézium atomóra frekvenciájának (ΔνCs) alapján definiált egységek.